# Joliot-Curie (métro de Sofia)
 (novembre 2024).
Si vous disposez d'ouvrages ou d'articles de référence ou si vous connaissez des sites web de qualité traitant du thème abordé ici, merci de compléter l'article en donnant les références utiles à sa vérifiabilité et en les liant à la section « Notes et références ».
Pour les articles homonymes, voir Joliot-Curie.
Joliot-Curie est une station de métro à Sofia, en Bulgarie. Ouverte le 8 mai 2009, elle est située sur les lignes 1 et 4 du métro de Sofia.